# تکن: د موشن پیکچر
تکن: د موشن پیکچر (به انگلیسی: Tekken: The Motion Picture) انیمه‌ای است که بر اساس مجموعه بازی مبارزه‌ای تکن شرکت نامکو در سال ۱۹۹۸ ساخته شده است. این انیمه ابتدا در ژاپن به صورت اووی‌ای دو قسمتی منتشر شد، اما نسخه انگلیسی آن توسط ای‌دی‌وی فیلمز به فیلم تغییر یافت و دو قسمت را تبدیل به یک فیلم یک ساعته کرد. داستان فیلم نسخه اول بازی را روایت می‌کند؛ جایی که کازویا میشیما شخصیت اصلی و هیهاچی رهبری میشیما زایباتسو را به عهده دارد و همچنین در تکن ۲ که جون کازاما و ری اوران فعالیت‌های غیرقانونی زایباتسو را مورد بررسی قرار می‌دهند.

## شخصیت‌ها
اصلی
| شخصیت         | صداپیشگان ژاپنی | صداگذاری نسخه انگلیسی |
| ------------- | --------------- | --------------------- |
| کازویا میشیما | کازوهیرو یاماجی | آدام دادلی            |
| هیهاچی میشیما | دایسوکه گوری    | جان پال شپرد          |
| جون کازاما    | یومی تاما       | ادی پترسن             |

ثانویه
| شخصیت           | صداپیشگان ژاپنی | صداگذاری نسخه انگلیسی |
| --------------- | --------------- | --------------------- |
| ری اوران        | آکیو ناکامورا   | گری هادوک             |
| لی چائولان      | شین ایچیرو میکی | دیوید استوکی          |
| نینا ویلیامز    | می‌نامی تاکایاما | الی مک‌براید           |
| آنا ویلیامز     | کائوری یاماگاتا | کلر همیلتون           |
| جون جوان        | اری سندایی      | لوسی فاریس            |
| کازویای جوان    | می‌نامی تاکایاما | جیکوب فرانچک          |
| میشل چانگ       | نارومی هیداکا   | جسیکا رابرتسون        |
| جک ۲            | آکیو اوتسوکا    | مارک اوبرین           |
| جِین             |                 | جسیکا شواتز           |
| دکتر بوسکونوویچ | تامیو اوکی      | کن وبستر              |
| بروس اروین      | سِی‌ایجی ساساکی   | پیتر هارل جی‌آر        |
| جین کازاما      | می‌نامی تاکایاما | جیکوب فرانچک          |
| پک تو سان       | کیوسه‌ای تسوکویی | لوول بی بارتولومی     |
| گانریو          | تاکاشی ناگاساکو | لوول بی بارتولومی     |